# Carboxipeptidasa

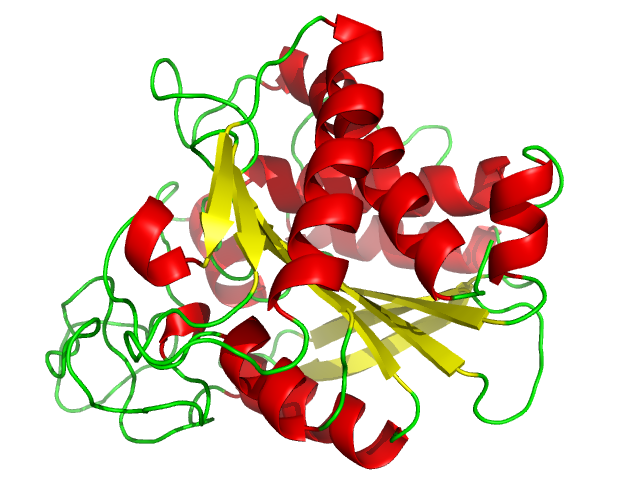
Carboxipeptidasa A de páncreas bovino.

Se denomina carboxipeptidasa a toda enzima del grupo de las peptidasas o proteasas capaces de hidrolizar un enlace peptídico situado en el extremo C-terminal de una proteína o polipéptido, liberando de esta forma el aminoácido situado al final de la cadena. La actividad enzimática de estas proteínas se encuentra descrita por los números EC 3.4.16, 3.4.17 y 3.4.18.
Las carboxipeptidasas contrastan con las aminopeptidasas, las cuales rompen enlaces peptídicos pero al otro extremo de la cadena polipeptídica (extremo N-terminal).
Tanto los animales, entre ellos los seres humanos, como las plantas contienen varios tipos de carboxipeptidasas que cumplen diversas funciones que van desde el catabolismo a la maduración de proteínas. En los seres humanos las carboxipeptidasas A1, A2 y B son producidas en el páncreas como proenzimas inactivas, y activadas por la enteropeptidasa una vez que llegan al lumen intestinal con la secreción pancreática.

## Funciones
Las primeras carboxipeptidasas estudiadas fueron aquellas involucradas en la digestión de los alimentos (las carboxipeptidasas pancreáticas A1, A2 y B). Sin embargo, la mayor parte de las carboxipeptidasas conocidas no se encuentran involucradas en el catabolismo, sino que ayudan a la maduración de otras proteínas en un proceso conocido como modificación postraduccional, o bien participan en la regulación de otros procesos biológicos. Por ejemplo, en la biosíntesis de péptidos neuroendócrinos tales como la insulina. Las carboxipeptidasas también cumplen funciones importantes en la coagulación, producción del factor de crecimiento, cicatrización de heridas, reproducción y muchos otros procesos.
Otra de las funciones también es dilatar el ano antes de defecar ya que favorece la flora intestinal.

## Clasificación

### Por el mecanismo del sitio activados
Las carboxipeptidasas, habitualmente se clasifican en varias familias de acuerdo a su actividad enzimática.
- Aquellas carboxipeptidasas que poseen una serina reactiva en su sito activo son llamadas serina carboxipeptidasas y les corresponde el número EC 3.4.16.

- Aquellas carboxipeptidasas que hacen uso de un metal en su sitio activo son llamadas metalocarboxipeptidasas (EC 3.4.17).

- Aquellas que poseen una cisteína en su sitio activo son llamadas cisteína carboxipeptidasas (EC 3.4.18).

Es importante notar que estos nombres no se refieren a una preferencia selectiva por el aminoácido que es retirado de la cadena.

### Por preferencia de sustrato
Otro sistema de clasificación de las carboxidasas refiere a su preferencia por determinados sustratos.
- En este sistema de clasificación, las carboxipeptidasas que presentan una marcada preferencia por aquellos aminoácidos que contienen residuos aromáticos o ramificados son llamadas carboxipeptidasas A (la A es por aromático/alifático).

- Las carboxipeptidasas que cortan aminoácidos cargados positivamente (arginina, lisina) son llamadas carboxipeptidasas B (la B es por Básica).

- Una metalocarboxipeptidasa que corta un glutamato C-terminal de un péptido N-acetil-L-aspartil-L-glutamato se denomina glutamato carboxipeptidasa.

- Una serina carboxipeptidasa que corte el residuo C-terminal de péptidos que contienen la secuencia -Pro-Xaa (donde Pro es el aminoácido prolina y Xaa un aminoácido cualquiera al extremo C-terminal del péptido) se denomina prolil carboxipeptidasa.

## Activación
Algunas, aunque no todas, las carboxipeptidasas son inicialmente producidas en una forma inactiva; esta forma precursora se denomina procarboxipeptidasa. En el caso de la carboxipeptidasa A pancreática, la forma inactiva (proenzima) la pro-carboxipeptidasa A, es convertida a su forma activa, la carboxipeptidasa A por la acción de la enzima enteropeptidasa. Este es un mecanismo de seguridad que garantiza que la propia célula que produce la enzima no sea digerida por su producto.